# Мебрахтом, Натнаэль
Натнаэль Мебрахтом (англ. Natnael Mebrahtom, род. 1 ноября 1998) — эритрейский шоссейный велогонщик.

## Карьера
В 2016 году занял третье место на чемпионат Эритреи в индивидуальной гонке U19.
В конце 2017 года отличился на гонке Тур Руанда в составе национальной сборной Эритреи, четырежды финишировав на этапах в топ-10 (3, 7, 8 и 10 этапы). А также стал лучшим в горной классификации.
В начале 2018 года принял участие в первом Туре де л'Эспуар, проходившего в рамках Кубка наций до 23 лет UCI. На нём он выиграл первый этапе и лидировал в общем зачёте до окончания третьего тура, когда уступил её руандийцу Джозефу Ареруя. На последнем, четвёртом, этапе он потерял все шансы на финальный подиум из-за падения, заняв в итоге двенадцатое место в общем зачёте гонки.. В конце года выступил на Туре озера Тайху и Туре Фучжоу.
В феврале 2019 года на Туре де л'Эспуар выиграл два этапа и стал вторым в общем зачёте. В мае — июне выступил на PRUride PH и Туре Филиппин. В конце августа принял участие в Африканских играх, прошедших в Марокко.

## Достижения
2016
3-й на Чемпионат Эритреи — индивидуальная гонка U19
2018
1-й этап на Тур де л'Эспуар
2019
Тур де л'Эспуар
2-й в генеральной классификации
1-й (TTT) и 4-й этапы
 Африканские игры — командная гонка

## Рейтинги
| Год                 | 2018   | 2019  |
| ------------------- | ------ | ----- |
| Мировой рейтинг UCI | 1936-й | 603-й |
| Африканский тур UCI | 133-й  | 27-й  |
|                     |        |       |
| Источник: UCI       |        |       |